# عشرب مدور
عشرب مدور (الاسم العلمي:Exacum teres) هو نوع من النباتات يتبع جنس العشرب من الفصيلة الجنطيانية.